# Eriococcus curassavicus
Eriococcus curassavicus är en insektsart som beskrevs av Reyne 1964. Eriococcus curassavicus ingår i släktet Eriococcus och familjen filtsköldlöss. Inga underarter finns listade i Catalogue of Life.